# Mircea Dobrescu
Mircea Dobrescu (5 settembre 1930 – 6 agosto 2015) è stato un pugile rumeno.

## Palmarès

### Olimpiadi
- 1 medaglia:
  - 1 argento (Melbourne 1956 nei -51 kg)

### Europei dilettanti
- 2 medaglie:
  - 2 argenti (Berlino Ovest 1955 nei -51 kg; Praga 1957 nei -51 kg)